# August Heisterman von Ziehlberg

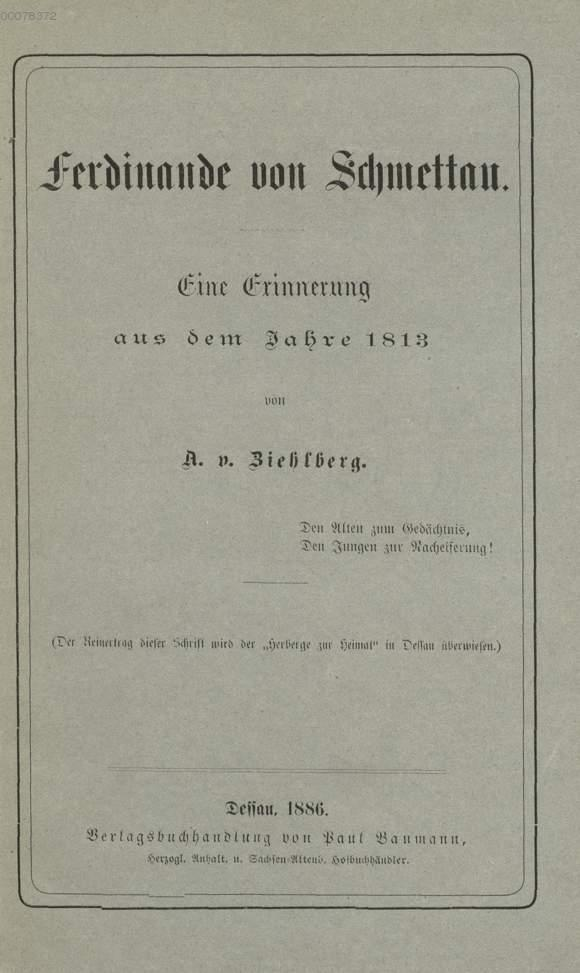
August von Ziehlbergs „Ferdinande von Schmettau“

August Georg Diedrich Heisterman von Ziehlberg (* 24. Februar 1833 in Höxter; † 8. März 1901 in Dessau) war fürstlicher Domänenrat, Autor und Landtagsabgeordneter im Herzogtum Anhalt.

## Leben

### Herkunft und Familie
August war Sohn des Georg Karl Ludwig Leopold Heisterman von Ziehlberg (* 17. November 1782 in Groß-Keula, Thüringen; † 20. September 1847 in Minden) und dessen Ehefrau Ulrike Marie Amanda, geb. von Schönfeldt (* 14. Januar 1804 in Cottbus; † 15. Januar 1865 in Bückeburg). Er hatte drei ältere Geschwister, den preußischen Offizier Otto (* 18. April 1826 in Magdeburg; gefallen 16. August 1870 bei Mars la Tour), den Rechtsanwalt Georg (* 15. Mai 1823 in Cottbus; † 1. Juli 1877 in Stendal) und Rosalie (* 22. April 1828 in Heiligenstadt), später mit Ernst von Reden verheiratet. Er heiratete Emma Luise, geb. von Berenhorst (* 2. Oktober 1829 in Dessau; † 6. Dezember 1902 ebenda), Schwester des Hofmarschalls Leopold von Berenhorst, und bekam mit ihr drei Kinder, nämlich den preußischen Major Georg Karl (* 10. Februar 1865; gefallen 1914), welcher Vater des Widerstandskämpfer Gustav Heisterman von Ziehlberg war, Mathilde (* 1. Mai 1866 in Ratiborschitz; † 26. Januar 1941) und den späteren Generalleutnant Leopold Otto (* 8. Juni 1868 in Ratiborschitz; † 5. Juni 1940 in Stettin).

### Karriere
In fürstlich-lippisch-schaumburgischen Diensten verwaltete er das Rittergut Wildenborn der Fürstin-Mutter bei Zeitz, wo er Prinz Wilhelm zu Schaumburg-Lippe auf sich aufmerksam machte. Nachdem Wildenborg 1861 verkauft worden war, entschloss er sich fortan für Prinz Wilhelm zu arbeiten und wurde 1863 zum Ökonomie-Inspektor ernannt, woraufhin er mit der Prinzenfamilie in das Schloss Ratibořice in Böhmen zog. Schon 1865 wurde er zum Oberinspektor befördert und wirkte bis mindestens 1870 dort. Im selben Jahre wurde von Ziehlberg als Ersatzmann in die Kommission zur Regulierung der Grundsteuer in Neustadt an der Mettau gewählt. Aufgrund zu hoher Kosten verkaufte er 1871 den geerbten Adelshof Heisterman von Ziehlberg. In Wien wirkte von Ziehlberg als Prokurist der Colloredo-Mannsfeld'sche, Fürstliche Zuckerfabrik in der Annagasse 8. 1875 wurde von Ziehlberg zum Ersatzmitglied für den Landeskulturrat des Königreichs Böhmen ernannt. Später wirkte von Ziehlberg vielerorts in Böhmen als Domänendirektor, so zumindest seit 1877 bis zu seinem Ruhestand in Opočno, wo er vom böhmischen Ackerbauministerium als Fachmann anerkannt wurde. Auch wirkte er in Opočno als Zentraldirektor und Mitglied der Reichenberger Handels- und Gewerbekammer, sowie als Mitglied des Filial-Komitees.
1883 wurde von Ziehlberg durch den Herzog von Anhalt zum Landtagsabgeordneten im Herzogtum Anhalt ernannt und zog nach Dessau. Im Rahmen des ersten Jahresfests der Gustav-Adolf-Stiftung in Dessau hielt August am 14. Oktober 1885 einen Vortrag „Über die Evangelischen in Böhmen“. In Dessau wurde er auch Mitglied der Gefängnis-Gesellschaft für die Provinz Sachsen und das Herzogtum Anhalt. 1891 wurde ihm für seine Dienste das Komturkreuz II. Klasse des Hausordens Albrecht des Bären verliehen. Sein Amt führte er bis mindestens 1894. Um den Reichstagswahlkreis Herzogtum Anhalt zu gewinnen, stellte sich August 1890 mit Unterstützung des Bunds der Landwirte, der Deutschkonservativen Partei, der Deutsch Sozialen Partei und des Anhaltischen Handwerkerbunds als Kandidat auf, wurde aber mit einem Abstand von über 40 Prozent von Richard Roesicke (Nationalliberale) besiegt.

## Werke
- Sorgo and Imphu. 1859[14]
- Eine Deutsche Kammwollherde. 1868[15]
- Die Impfung der Lungenseuche des Rindviehes. 1869[16]
- Betrachtungen über die gegenwärtige Lage der Landwirtschaft. 1870
- Ferdinande von Schmettau. Dessau, 1886[17]